# Michael Groechenig
Michael Groechenig (* 2. Juli 1988) ist ein österreichischer Mathematiker, der sich mit arithmetischer Geometrie beschäftigt.
Groechenig absolvierte den Bachelor 2009 an der ETH Zürich und promovierte 2013 an der University of Oxford bei Tamás Hausel. Er war danach am Imperial College London und der FU Berlin, seit 2018 ist er an der University of Toronto beschäftigt.
Er arbeitet über Modulräume von Higgs-Bündeln und die Hitchin-Faserung, mit Dimitri Wyss und Paul Ziegler bewies er die Hausel-Thaddeus-Vermutung und gab einen neuen Beweis des Fundamentallemmas. Weiter arbeitete er mit Hélène Esnault über starre lokale Systeme und bewies mit ihr Simpsons Ganzzahligkeitsvermutung. Mit Shiyu Shen bewies er ein K-theoretisches Analogon der Hausel-Thaddeus-Vermutung und mit Oliver Braunling konstruierte er nicht-Torsions-Klassen in Zakharevichs K-Theorie.
Für 2024 erhielt er den New Horizons in Mathematics Prize und den Coxeter-James-Preis.

## Werke (Auswahl)
- mit Esnault: Rigid connections and F-isocrystals. Acta Math. 225, 103–158 (2020)
- mit Wyss, Ziegler: Geometric stabilisation via p-adic integration. JAMS 33, 807–873 (2020)
- mit Wyss, Ziegler: Mirror symmetry for moduli spaces of Higgs bundles via p-adic integration. Invent. Math. 221, 505–596 (2020)
- mit Braunling: Classes in Zakharevich K-theory constructed from Quillen K-theory.
- mit Shen: Complex K-theory of dual Hitchin systems.